# Beta Muscae
Beta Muscae (β Mus) – gwiazda w gwiazdozbiorze Muchy. Jest odległa od Słońca o ok. 342 lata świetlne.

## Charakterystyka
Jest to para błękitnych gwiazd typu widmowego B (B2 i B3). Są znacznie gorętsze od Słońca, mają temperatury 22 500 i 18 500 K. Świecą odpowiednio 2750 i 1200 razy jaśniej niż Słońce i obie mają promienie około 3,5 razy większe niż promień Słońca. Gwiazdy są młode i będą żyły jeszcze odpowiednio 30 i 60 milionów lat. Mając masę około 8 M☉, Beta Muscae A jest blisko granicy, powyżej której gwiazdy kończą życie jako supernowa, choć obie mogą zakończyć je jako białe karły o masie około masy Słońca.
Składniki Beta Muscae A i B osobno mają obserwowaną wielkość gwiazdową 3,52 i 3,98m, są odległe na niebie o 1 sekundę kątową (pomiar z 2016 r.). Orbita składników układu wyznaczona jest z dużą niepewnością, w przestrzeni najprawdopodobniej dzieli je średnio 81 au (dystans zmienia się od 32 do 128 au). Okres orbitalny to 194,3 roku, gwiazdy były w maksymalnym oddaleniu w 1954 roku. W 2010 roku zaobserwowano, że składnik A ma bliskiego kompana o wielkości 6,6m, oddalonego o 0,018″ (w przestrzeni 4,35 au); gwiazdom towarzyszy także słaby składnik C, gwiazda o wielkości 15,9m oddalona o 94,8″ od Beta Muscae A (odpowiada to minimalnej odległości w przestrzeni >9000 au).